# Bernard Allen
Pour les articles homonymes, voir Allen.
Bernard Allen, né le 9 septembre 1944 et mort le 23 juin 2024, est un homme politique irlandais du Fine Gael. Il est Teachta Dála (TD) pour la circonscription de Cork-Centre-Nord de 1981 à 2011.

## Biographie
Bernard Allen est né dans la ville de Cork. Il fait ses études à l'école du monastère nord et à l'université de Cork, où il obtient un diplôme en technologie chimique. Allen occupe un poste politique pour la première fois en 1979 lorsqu'il est élu à la Cork Corporation, et en est membre jusqu'en 1995. Il est élu pour la première fois au Dáil Éireann aux élections générales de 1981 en tant que député Fine Gael pour la circonscription de Cork North-Central et conserve son siège à chaque élection générale ultérieure jusqu'à sa retraite en 2011. Aux élections générales de 1987, le Fine Gael perd le pouvoir et Allen est nommé porte-parole de l'opposition pour la santé. L'année suivante, il devient lord-maire de Cork. En 1993, Allen devient porte-parole de la protection sociale.
En 1994, le Fine Gael revient au gouvernement et le Taoiseach John Bruton nomme Allen ministre d'État au ministère de l'Éducation avec une responsabilité particulière pour la jeunesse et les sports et au ministère de l'Environnement avec une responsabilité particulière pour la réforme du gouvernement local. En février 2002 Michael Noonan devient chef du Fine Gael et Allen est nommé porte-parole au tourisme, au sport et aux loisirs. Après les élections générales de 2002, Allen est l'un des rares députés de haut niveau du Fine Gael à avoir été réélu. À la suite de cela, il est nommé porte-parole de l'opposition pour l'environnement et le gouvernement local sous le nouveau leader Enda Kenny. De 2004 à 2007, Allen est porte-parole de l'opposition pour les Affaires étrangères et président de la sous-commission du Dáil pour les affaires européennes. De 2007 à 2011, il est président du Comité des comptes publics du Dáil.
Il prend sa retraite de la politique lors des élections générales de 2011. Depuis 2019, il est membre du conseil d'administration de Sport Ireland.